# 芹澤孝文
芹澤 孝文（せりざわ たかふみ、1975年7月19日 - ）は、日本の男性 俳優 声優。フリー。埼玉県出身。以前はプロダクション・エースに所属していた。旧芸名は芦澤 孝臣。

## 出演作品

### テレビアニメ
- 内閣権力犯罪強制取締官 財前丈太郎（2006年、岸村）
- アラド戦記 〜スラップアップパーティー〜（2009年、ステーキ店主、マスター）
- 宇宙戦艦ヤマト2199（2013年、ゆきかぜ航宙士）※2012年劇場先行公開

### 劇場アニメ
- 宇宙戦艦ヤマト 復活篇（2009年）

### BLCD
- 君こそ僕の絶対（里見健作）
- しあわせにできる5（稲葉）

### 吹き替え

#### 映画
- アイ・アム・レジェンド（MP）※ソフト版
- アルマゲドン2007
- インプット -記憶-
- 危険な遊戯/ハマースミスの6日間（ダンシル、モリー）
- キャピタリズム〜マネーは踊る〜
- ジャンパー ※テレビ朝日版
- スターシップ・トゥルーパーズ3
- スパイダー・キングダム
- デイ・アフター 首都水没
- ナイト・オブ・ゴッド
- NOISE ノイズ（シュニーア市長〈ウィリアム・ハート〉）
- ハート・ロッカー
- 陽のあたる場所（チャールズ・イーストマン）※PDDVD版
- ファイヤーウォール（リッチ）※テレビ朝日版
- ブラック・スコルピオン
- プリズン・ヴァンパイア（ストリックランド〈マイケル・ビーン〉）

#### ドラマ
- ハーパーズ・アイランド 惨劇の島（リチャード・アレン）
- プリズン・ブレイク（ウィーラー〈ジェイソン・デイヴィス〉）

### その他コンテンツ
- ふしぎ大調査（モンパン）